# FNSS Samur
De SYHK Samur is een Turks militair 8-wielig amfibisch brugslagvaartuig met permanente all-wheel drive (AWD) en all-wheel steering (AWS). Het wordt gebruikt door de Turkse landmacht (Türk Kara Kuvvetleri). Het voertuig is onbewapend.
De officiële naam is SYHK Samur. SYHK staat voor Seyyar Yüzücü Hücum Köprüsü (nl: Mobiele Zwemmende Aanvalsbrug). „Samur“ of „Samuru“ is de Turkse naam van de otter.
Internationaal wordt het voertuig dan ook wel aangeduid met de naam AAAB Otter.

## Ontwikkeling
De Samur werd door het Turkse bedrijf FNSS Defense Systems  ontwikkeld en geproduceerd voor de Turkse landmacht om haar brugslagcapaciteit te moderniseren. De ontwikkeling van de Samur begon in 2005. Het chassis is identiek aan dat van het FNSS Pars III 8x8 amfibische infanteriegevechtsvoertuig dat FNSS sinds 2002 ontwikkelde.
en zes jaar later werden op 14 september 2011 de eerste vier exemplaren in Ankara overgedragen. De Turkse krijgsmacht bestelde 52 Samurs die van 2011 tot 2013 geleverd werden.

## Beschrijving
De Samur wordt gebruikt om snel (theoretisch) oneindig lange tijdelijke pontonbruggen te bouwen of snel een veer of vlot (afzonderlijk of gekoppeld ) te bouwen, waarmee voertuigen waterwegen kunnen oversteken die niet op een andere manier kunnen worden overgestoken.
De Samur lijkt sterk op het Duitse Amfibisch brugslagvaartuig M3 uit de jaren ‘90, en diens voorganger, de M2 „Alligator“ die begin jaren ‘60 ontwikkeld is. De Samur heeft dezelfde kenmerken en vergelijkbare prestaties als de M3, en wordt ook op dezelfde wijze ingezet.
Het opvallendste verschil tussen de Samur en de M3 zijn de acht wielen van de Samur, terwijl de M3 er vier heeft. Daardoor heeft de Samur een lagere bodemdruk, maar is hij complexer en zwaarder dan de M3. De Samur voert vier rijplaten mee, terwijl de M3 er drie heeft.
De Samur kan op eigen kracht stroomsnelheden tot 2,5 m/s (9 km/u, 4,9 kn) compenseren. Daarboven moeten ankers of walverankering worden gebruikt.
Ondanks een ballistisch beschermde cabine is het voertuig kwetsbaar voor vijandelijk vuur. De Samur heeft een bemanning van 3 personen. De cabine is voorzien van een overdruksysteem voor bescherming tegen CBRN strijdmiddelen.

### Systemen
De Samur beschikt over de volgende systemen:
- Centraal bandenspanningssysteem (CTIS)
- Tractiecontrolesysteem (TCS)
- Controller Area Network (CAN bus)
- Geïntegreerd storingsdetectiesysteem
- Boordkraan
- Bergingslier
- CBRN- (overdruk) en ballistisch[noot 5] beschermde cabine
- Standaard- en noodankersystemen
- Radio en intercom
- Automatische lensinstallatie (handmatig indien nodig)
- Camerasysteem voor zicht rondom[3]

## Export
FNSS bood samen met het Zuid-Koreaanse Hyundai Rotem de Samur aan als het nieuwe „Korean Amphibious Bridging Vehicle“ (KABV) voor de Zuid-Koreaanse krijgsmacht. In september 2020 werd bekend gemaakt dat de opdracht voor 110 voertuigen ter waarde van 500 miljard won (362 miljoen euro of 426 miljoen dollar(in sep 2020)) naar GDELS ging, dat samen met de Zuid-Koreaanse Hanwha Group de M3K had aangeboden.